# SN 2007am
SN 2007am – supernowa typu II odkryta 11 marca 2007 roku w galaktyce NGC 3367. W momencie odkrycia miała maksymalną jasność 17,80m.